# Dariusz Niemirowicz

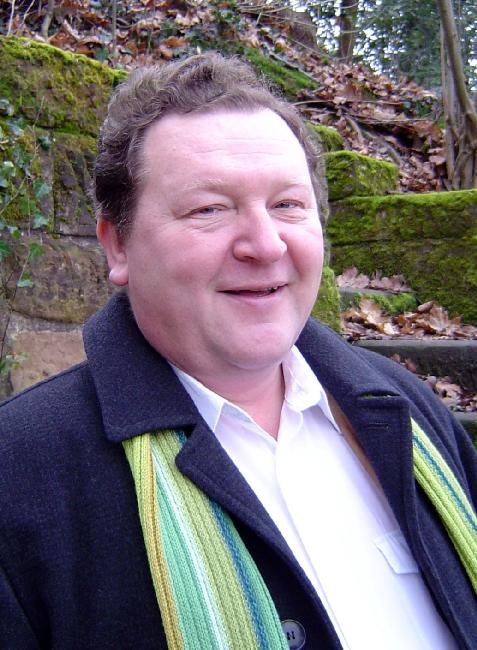
Dariusz Niemirowicz

Dariusz Niemirowicz [darjuʃ ɲɛmiˈrɔvitʃ] (* 1952 in Warschau, Polen) ist ein polnischer Konzert- und Opernsänger (Bass) und Gesangspädagoge.

## Leben

### Ausbildung
Nach dem Abitur 1971 in Warschau (Polen) begann Dariusz Niemirowicz mit seiner Gesangsausbildung an der Mittleren Musikschule in Warschau bei Professor Zofia Bregy. Von 1973 bis 1978 studierte er Gesang an der Staatlichen Hochschule für Musik (heute Fryderyk-Chopin-Universität für Musik) in Warschau bei Professor Alina Bolechowska. Gegenwärtig arbeitet er als freischaffender Solist und Pädagoge, mit Lehrauftrag an der Fryderyk-Chopin-Universität für Musik in Warschau.

### Oper
Dariusz Niemirowicz sammelte erste Bühnenerfahrung an der Warschauer Kammeroper und am Teatr Wielki in Warschau. Nach mehreren Gastspielen erhielt er 1981 ein Engagement am Landestheater Coburg. Es folgten feste Engagements am Theater der Stadt Heidelberg und in Gelsenkirchen sowie viele Gastauftritte in ganz Deutschland. 1990 führte ihn sein Weg an die Volksoper und Staatsoper in Wien. 1997 kehrte auf eine deutsche Bühne zurück und feierte Erfolge am Stadttheater Freiburg.
Als freischaffender Künstler tritt er auch in seiner Heimat Polen auf. Sein Repertoire umfasst sowohl Buffo-Rollen wie die Titelrolle in Don Pasquale oder Don Magnifico in La Cenerentola und Dulcamara als auch seriöse Partien wie Sarastro in der Zauberflöte, Mephisto in Faust, Zaccharia, Rocco, Philipp II. u. v. a. Sein Opernrepertoire umfasst über hundert Partien, davon einige Dutzend Hauptrollen.

### Konzert
Dariusz Niemirowicz stand auch auf Konzertbühnen in aller Welt. Seine besondere Liebe und Hingabe gilt Oratorien (z. B. Elias, Paulus, Die Schöpfung). Sein Konzertrepertoire umfasst Werke von Bach, Beethoven, Bruckner, Dvorak, Händel, Haydn, Mendelssohn Bartholdy, Mozart, Puccini, Reinthaler, Rossini, Schubert, Schütz, Verdi u. a.

### Gesangspädagogik
1990 begann Dariusz Niemirowicz seine Tätigkeit als Gesangspädagoge. Seit 2006 unterrichtet er Gesang an der Fryderyk-Chopin-Oberstufe-Musikschule und an der Fryderyk-Chopin-Universität für Musik in Warschau.

## Preise und Auszeichnungen
- Dariusz Niemirowicz ist Preisträger von diversen nationalen Musikwettbewerben in Polen 1976 und 1977.
- 1977 bekam er den 2. Preis beim Internationalen Musikwettbewerb in Genf.
- 1978 erhielt er den „Stichting Buma-Fonds“-Preis beim Internationalen Musikwettbewerb in ’s-Hertogenbosch.
- 1980 gewann er den 2. Preis beim Internationalen ARD-Wettbewerb in München.

## Fernsehaufnahmen
- 1981 La Bohème von Giacomo Puccini, aufgezeichnet vom Tschechoslowakischen Fernsehen

## CD-Aufnahmen
Dariusz Niemirowicz ist auf einigen CD-Aufnahmen zu hören:
- 1978 Eros und Psyche von Ludomir Różycki
- 1985 Il barbiere di Siviglia von Giovanni Paisiello
- 1981 La Bohème von Giacomo Puccini
- 1985 Il signor Bruschino von Gioachino Rossini
- 1992 Der Silbersee von Kurt Weill
- 1995 Der Kuhhandel von Kurt Weill
- 2006 Requiem pro Defunctis von Domenico Cimarosa